# DRAGON GATE RECORDS
DRAGONGATE RECORDS（ドラゴンゲート・レコード）は、日本のインディーズレコード製作会社。現在の流通はスペースシャワーネットワークとポニーキャニオン。

## 歴史
2007年
- 1月14日、DRAGONGATEが所属選手の入場曲、団体のテーマ曲、試合映像などの原盤制作を中心に音楽著作権と原盤権の管理をするレコードレーベルとして設立。代表取締役兼プロデューサーに中澤矢束が就任。
- 3月7日、CD「1,000,000 dreams」（XQCC-1001）とDVD「スト市ボンバイエ」（XQCC-2001）を同時リリース。
- 6月20日、DVD「DRAGON GATE 2006 season.1」（XQCC-2002）をリリース。
- 7月1日、テーマ曲「DRAGON STORM 2007」（LZM-2002）をリリース。

2008年
- 3月26日、サウンドトラック「OPEN THE MUSIC GATE」（LACA-9110〜11）をリリース。本作のみランティス（現：バンダイナムコアーツ）から発売。

2010年
- 7月7日、サウンドトラック「OPEN THE MUSIC GATE 2010」（XQCC-1015〜17）をリリース。
- 7月21日、応援歌「願い星〜SSS〜スモールスターズソング」をリリース。

2011年
- 4月1日、DVD-BOX「DRAGON GATE 2006 DVD-BOX」と「DRAGON GATE 2007 DVD-BOX」の2タイトル各200本を試合会場限定でリリース。
- 12月21日、DVD-BOX「DRAGON GATE 2006 DVD-BOX」（PCBE-63257）をリリース。以降「DRAGON GATE season」シリーズDVDを廉価版DVD-BOXとして定期リリース。

2012年
- 1月19日、サウンドトラック「OPEN THE MUSIC GATE 2012」（PCCR-90052）をリリース。

2013年
- 7月17日、サウンドトラック「OPEN THE MUSIC GATE 2013」（PCCR-90062）をリリース。

2014年
- 9月17日、CD「OPEN THE MUSIC GATE 2014」（PCCR- 90071）をリリース。

## 所属アーティスト
- ドラゴン・キッド
- YO-HEI
- ACMA
- BILLY & THE SLUTS
- Neo Atomic Motor
- Pixy Chicks
- Trinote
- ちょっきんず

## 故人
- ハヤブサ